# Plateau (Savè)
Plateau è un arrondissement del Benin situato nella città di Savè (dipartimento delle Colline) con 12.435 abitanti (dato 2006).